# (20408) 1998 QW31
A (20408) 1998 QW31 a Naprendszer kisbolygóövében található aszteroida. A LINEAR projekt keretében fedezték fel 1998. augusztus 17-én.